# سیاست در چین
سیاست جمهوری خلق چین در چارچوب جمهوری سوسیالیستی اداره می‌شود که توسط یک حزب واحد، حزب کمونیست چین به ریاست دبیرکل اداره می‌شود. قدرت دولتی در جمهوری خلق چین (PRC) از‌طریق حزب کمونیست، دولت مرکزی مردم (شورای ایالتی) و نمایندگی استانی و محلی آنها اعمال می‌شود.
جمهوری خلق چین یکی از معدود دولت‌های سوسیالیستی دنیاست که آشکارا مدافع کمونیسم است. این دولت زیر نظر حزب کمونیست چین و بر مبنای قانون اساسی چین اداره می‌شود که در سال ۱۹۸۲ تصویب شده‌است. حکومت چین به‌دلیل محدودیت‌هایی که در بسیاری از زمینه‌های اجتماعی از جمله آزادی رسانه، دسترسی به اینترنت، آزادی تجمع، حقوق باروری، آزادی تأسیس سازمان‌های اجتماعی و آزادی ادیان برقرار کرده مورد انتقاد قرار گرفته‌است. رهبران چین نظام سیاسی، ایدئولوژیک و اقتصادی کشور خود را به‌ترتیب با اصطلاحات «استبداد دمکراتیک مردمی»، «سوسیالیسم با ویژگی‌های چینی» و «اقتصاد سوسیالیستی بازار» توصیف می‌کنند.
رئیس‌جمهور مقام ریاست کشور را در اختیار دارد. نخست‌وزیر نیز رئیس دولت است و هیئت دولت جمهوری خلق چین را رهبری می‌کند که از وزیران و پنج معاون نخست‌وزیر تشکیل می‌شود. در عمل دبیرکل حزب کمونیست رهبر واقعی کشور است و مهم‌ترین تصمیمات نیز در کمیته دائمی پُلیتبورو حزب کمونیست گرفته می‌شود. رئیس‌جمهور فعلی چین (۲۰۱۴) شی جینپینگ است که مقام دبیرکل حزب کمونیست و رئیس کمیسیون مرکزی نظامی را هم بر عهده دارد و در نتیجه رهبر اصلی چین است. نخست‌وزیر کنونی لی که‌کیانگ نیز از اعضای ارشد کمیته دائمی پلیتبورو است.

## روابط خارجی
جمهوری خلق چین با ۱۷۱ کشور دنیا روابط دیپلماتیک و در ۱۶۲ کشور سفارتخانه دارد. جمهوری چین مشروعیت این حکومت را زیر سؤال برده و گروهی از کشورها نیز جمهوری چین (حکومت تایوان) را حکومت مشروع می‌دانند و از برقراری روابط با جمهوری خلق چین خودداری کرده‌اند.
جمهوری خلق چین از سال ۱۹۷۱ به جای جمهوری چین وارد سازمان ملل شد و کرسی دائم چین در شورای امنیت نیز به آن واگذار شد. چین در گذشته یکی از اعضا و رهبران جنبش عدم تعهد بود و هنوز هم خود را مدافع کشورهای در حال توسعه می‌داند. این کشور همراه با برزیل، روسیه، هند و آفریقای جنوبی یکی از اعضای گروه بریکس است که از اقتصادهای مهم در حال ظهور تشکیل شده‌است.

## اختلافات مرزی
چین تمام تایوان را بخشی از خاک خود می‌داند و علاوه بر این با چندین کشور دیگر نیز مناقشات مرزی قدیمی دارد. آن‌ها از دهه ۱۹۹۰ تلاش‌هایی را برای حل این منازعات قدیمی از طریق مذاکرات انجام داده‌است. نوار مرزی چین و هند که در کوه‌های هیمالیا قرار دارد مورد اختلاف دو کشور است و یکی از مهم‌ترین اختلافات در مورد مرز دو کشور در ناحیه کشمیر است. دو کشور در دهه ۱۹۶۰ بر سر منطقه اقصای چین با هم وارد جنگ شدند که جنگ با موفقیت چین به پایان رسید و آن‌ها بیشتر این منطقه وسیع کوهستانی را به تصرف درآوردند. اقصای چین در شمال کشمیر منطقه‌ای خالی از سکنه است اما بهترین راه ارتباطی بین تبت و سین کیانگ محسوب می‌شود. چین با بوتان نیز اختلاف مرزی دارد و دو کشور هنوز نتوانسته‌اند مرز خود را مشخص کنند.
چینی‌ها همچنین در مورد حکومت بر جزایر متعدد واقع در سواحل شرقی و جنوبی با کشورهای مختلفی از جمله ژاپن، تایوان، فیلیپین و ویتنام اختلاف دارند. چین اختلافات مرزی مهمی نیز با اتحاد جماهیر شوروی داشت که حتی به جنگ کوتاهی در سال ۱۹۶۹ منجر شد. اما پس از دهه ۱۹۹۰ بیشتر این اختلافات با امضای معاهدات مرزی با کشورهای بازمانده از فروپاشی شوروی حل و فصل شده‌است.

## اصلاحات سیاسی و اجتماعی
بخش‌هایی از فعالان سیاسی و اجتماعی چین از جمله جنبش دمکراسی خواهی این کشور و برخی اعضای حزب کمونیست، اصلاحات سیاسی و اجتماعی را نیاز مبرم این کشور دانسته‌اند. هرچند از دهه ۱۹۷۰ به بعد محدودیت‌های اقتصادی و اجتماعی در چین به طرز چشمگیری کاهش یافته‌اند اما آزادی‌های سیاسی همچنان محدود است. قانون اساسی چین اعلام کرده که آزادی بیان، آزادی رسانه، حق محاکمه منصفانه، آزادی مذهب، حق رأی عمومی و حق مالکیت از جمله حقوق بنیادین شهروندان است اما این قوانین در عمل از شهروندان در مقابل تعقیب کیفری از ناحیه دولت حمایت چندانی نمی‌کنند. اظهارات سیاسی و اطلاعات به‌طور آشکار و مستمر برای جلوگیری از انتقاد از دولت یا حزب حاکم سانسور می‌شوند به‌طوری‌که گزارشگران بدون مرز در سال ۲۰۰۵ چین را در رتبه ۱۵۹ در بین ۱۶۷ کشور از نظر آزادی رسانه قرار داده‌است.
مهاجران روستایی که به شهر می‌آیند معمولاً خود را به عنوان شهروند درجه دو از نظر سیستم ثبت خانوار (که بر دسترسی به مزایای دولتی نظارت دارد) می‌یابند. از حقوق مالکیتی حمایت ضعیفی می‌شود و سیستم مالیاتی به ضرر شهروندان فقیرتر است با اینحال از اوایل دهه ۲۰۰۰ برخی مالیات‌های روستایی کاهش یافته یا لغو شده و خدمات اجتماعی بیشتری برای روستانشینان برقرار شده‌است.
چین از ۲۱ استان (به استثنای استان ادعا شده تایوان)، چهار شهرداری، پنج منطقه خودمختار و دو منطقه ویژه اداری هنگ کنگ و ماکائو تشکیل شده که دومی در یک سیستم سیاسی جداگانه متفاوت از چین فعالیت می‌کنند.

## حزب کمونیست
حزب کمونیست چین در ماه ژوئیه سال ۱۹۲۱ میلادی تأسیس شد. از سال‌های ۱۹۲۱ تا ۱۹۴۹، حزب کمونیست چین مردم را در مبارزات سخت رهبری می‌کرد و در نتیجه ضمن برانداختن چیرگی امپریالیسم، فئودالیسم و سرمایه‌داری بوروکراتیک، جمهوری خلق چین را تأسیس نمود.
اکنون حزب کمونیست چین با بیش از ۳۰۰ حزب از بیش از ۱۲۰ کشور جهان روابط دوستانه دارد. حزب کمونیست چین یک کل واحد است که طبق اساسنامه و آئین‌نامه خود و منطبق با اصل سیستم تمرکز دموکراتیک متشکل شده‌است. در آئین‌نامه حزب کمونیست چین قید شده‌است که هر کسی اعم از کارگر، کشاورز، سرباز، روشنفکر و عناصر پیشرو طبقات اجتماعی دیگر که به ۱۸ سالگی رسیده با پذیرش اساسنامه و آئین‌نامه حزب و در صورت تمایل به شرکت در یک سازمان حزبی و فعالیت در آن و اجرای قطعنامه‌های حزب و پرداخت حق عضویت حزبی می‌تواند برای الحاق به حزب کمونیست چین تقاضا کند.

## دولت
کنگره ملی خلق
نهاد ملی قانونگذاری جمهوری خلق چین است. این کنگره با ۲۹۸۷ عضو در سال ۲۰۱۳ بزرگ‌ترین بدنهٔ پارلمانی در جهان است. بر اساس قانون اساسی فعلی چین، کنگره نهادی تک مجلسی و دارای قدرت قانونگذاری، نظارت بر عملکرد حکومت و قدرت انتخاب مسئولین اصلی دولت است.
رئیس‌جمهور جمهوری خلق چین
بیشتر یک مقام تشریفاتی با قدرت محدود است. اگر چه در سالیان اخیر دبیرکل حزب کمونیست چین به‌طور هم‌زمان رئیس‌جمهور هم می‌باشد در جمهوری خلق چین ریاست جمهوری به عنوان یک نهاد دولتی شناخته می‌شود تا یک مقام اجرایی
کمیته دائمی کنگره ملی خلق
کمیته‌ای متشکل از ۱۵۰ نمایندهٔ کنگره ملی خلق جمهوری خلق چین است، که مابین کل اعضای کنگره، تشکیل جلسه می‌دهد. این نهاد دارای اقتدار مبتنی بر قانون اساسی برای اصلاح قوانین در محدوده تعیین شده از سوی کنگره است و بدین ترتیب به‌طور دو فاکتو به عنوان یک نهاد تقنینی فعالیت می‌کند. این نهاد را یک رئیس، که قانونگذار ارشد چین است، و عموماً در نظام رتبه‌بندی سیاسی چین پس از دبیرکل حزب کمونیست چین و نخست‌وزیر جمهوری خلق چین در رتبهٔ سوم قرار دارد رهبری می‌کند. رئیس کنونی جانگ ده جیانگ است.

## تقسیمات اداری
تقسیمات اداری چین

## نیروهای مسلح ملی
ارتش ملی جمهوری خلق چین است که در ۱ اوت ۱۹۲۷ همزمان با قیام نانچانگ با نام «ارتش سرخ کارگران و دهقانان چینی» تشکیل شد و در سال ۱۹۴۹ با فتح سرزمین اصلی چین به حکومت جمهوری چین بر این سرزمین پایان داد. ارتش آزادی‌بخش خلق چین از لحاظ تجهیزات بعد از ارتش ایالات متحده آمریکا و نیروهای مسلح روسیه سومین ارتش قدرتمند در جهان است و از لحاظ تعداد پرسنل و نیروهای نظامی در جایگاه اول قرار دارد.

## رهبران ایالتی
در سیاست مدرن چین رهبر عالی‌مقام حزب کمونیست چین و دولت چین لفظی غیررسمی در اشاره به برجسته‌ترین رهبر سیاسی در جمهوری خلق چین است.
رهبر عالی‌مقام
«رهبر عالی مقام» به خودی خود منصبی رسمی یا مقامی نیست. این لفظ در دورهٔ دنگ ژیائوپینگ (۱۹۷۸–۱۹۹۲), که توانست بدون این که لزوماً هیچ منصب رسماً شایان توجه حزبی یا حکومتی (رئیس کشور، رئیس دولت یا دبیرکل حزب کمونیست چین) اعمال قدرت کند رواج یافت.

### کمیته دائم سیاسی
کمیته دائمی پلیتبوروی حزب کمونیست چین
کمیته‌ای ۷ نفره است که از رهبری ارشد حزب کمونیست چین تشکیل می‌شود. هر عضو وظایفی در خصوص یک حوزه مهم از امور ملی از قبیل اقتصاد، قانونگذاری، فساد امنیت داخلی یا پروپاگاندا را برعهده می‌گیرد.
| شماره | پرتره                       | اطلاعات                     | اطلاعات          | مقام (ات) حزبی                                                  | مقام (ات) دولتی                                       |
| ----- | --------------------------- | --------------------------- | ---------------- | --------------------------------------------------------------- | ----------------------------------------------------- |
| اول   | Xi Jinping                  | نام                         | شی جین پینگ      | دبیرکل حزب کمونیست چین رئیس کمیسیون مرکزی نظامی حزب کمونیست چین | رئیس‌جمهور جمهوری خلق چین رئیس کمیسیون مرکزی نظامی چین |
| اول   | Xi Jinping                  | زادگاه                      | شیچنگ، پکن       | دبیرکل حزب کمونیست چین رئیس کمیسیون مرکزی نظامی حزب کمونیست چین | رئیس‌جمهور جمهوری خلق چین رئیس کمیسیون مرکزی نظامی چین |
| اول   | Xi Jinping                  | حوزه انتخابیه کنگره ملی خلق | کلی شانگهای      | دبیرکل حزب کمونیست چین رئیس کمیسیون مرکزی نظامی حزب کمونیست چین | رئیس‌جمهور جمهوری خلق چین رئیس کمیسیون مرکزی نظامی چین |
| اول   | Xi Jinping                  | عضو از                      | ۲۲ اکتبر ۲۰۰۷    | دبیرکل حزب کمونیست چین رئیس کمیسیون مرکزی نظامی حزب کمونیست چین | رئیس‌جمهور جمهوری خلق چین رئیس کمیسیون مرکزی نظامی چین |
|       |                             |                             |                  |                                                                 |                                                       |
| دوم   |                             | نام                         | لی چیانگ         | Party Secretary of شانگهای                                      |                                                       |
| دوم   | زادگاه                      | Rui'an, چجیانگ              |                  | Party Secretary of شانگهای                                      |                                                       |
| دوم   | حوزه انتخابیه کنگره ملی حزب | Shanghai at-large           |                  | Party Secretary of شانگهای                                      |                                                       |
| دوم   | عضو از                      | ۲۳ اکتبر ۲۰۲۲               |                  | Party Secretary of شانگهای                                      |                                                       |
|       |                             |                             |                  |                                                                 |                                                       |
| ۳ام   |                             | نام                         | جائو له‌جی        |                                                                 |                                                       |
| ۳ام   | زادگاه                      | شینینگ، چینگهای             |                  |                                                                 |                                                       |
| ۳ام   | حوزه انتخابیه کنگره ملی حزب | Heilongjiang at-large       |                  |                                                                 |                                                       |
| ۳ام   | عضو از                      | ۲۵ اکتبر ۲۰۱۷               |                  |                                                                 |                                                       |
|       |                             |                             |                  |                                                                 |                                                       |
| ۴ام   |                             | نام                         | وانگ هونینگ      |                                                                 |                                                       |
| ۴ام   | زادگاه                      | شانگهای                     |                  |                                                                 |                                                       |
| ۴ام   | حوزه انتخابیه کنگره ملی حزب | Hebei at-large              |                  |                                                                 |                                                       |
| ۴ام   | عضو از                      | ۲۵ اکتبر ۲۰۱۷               |                  |                                                                 |                                                       |
|       |                             |                             |                  |                                                                 |                                                       |
| ۵ام   | Cai Qi                      | نام                         | تسای چی          | دبیر دبیرخانه حزب کمونیست چین                                   |                                                       |
| ۵ام   | Cai Qi                      | زادگاه                      | یواشی، فوجیان    | دبیر دبیرخانه حزب کمونیست چین                                   |                                                       |
| ۵ام   | Cai Qi                      | حوزه انتخابیه کنگره ملی حزب | Beijing at-large | دبیر دبیرخانه حزب کمونیست چین                                   |                                                       |
| ۵ام   | Cai Qi                      | عضو از                      | ۲۳ اکتبر ۲۰۲۲    | دبیر دبیرخانه حزب کمونیست چین                                   |                                                       |
|       |                             |                             |                  |                                                                 |                                                       |
| ۶ام   | Ding Xuexiang               | نام                         | دینگ شه‌شیانگ     | قائم مقام دبیر حزبی شورای دولتی جمهوری خلق چین                  | معاون اول نخست‌وزیر جمهوری خلق چین                     |
| ۶ام   | Ding Xuexiang               | زادگاه                      | نانتانگ، جیانگسو | قائم مقام دبیر حزبی شورای دولتی جمهوری خلق چین                  | معاون اول نخست‌وزیر جمهوری خلق چین                     |
| ۶ام   | Ding Xuexiang               | حوزه انتخابیه کنگره ملی حزب | —                | قائم مقام دبیر حزبی شورای دولتی جمهوری خلق چین                  | معاون اول نخست‌وزیر جمهوری خلق چین                     |
| ۶ام   | Ding Xuexiang               | عضو از                      | ۲۳ اکتبر ۲۰۲۲    | قائم مقام دبیر حزبی شورای دولتی جمهوری خلق چین                  | معاون اول نخست‌وزیر جمهوری خلق چین                     |
|       |                             |                             |                  |                                                                 |                                                       |
| ۷ام   |                             | نام                         | لی شی            | دبیر کمیسیون مرکزی بازرسی انضباطی                               |                                                       |
| ۷ام   | زادگاه                      | شهرستان لیانگدانگ، گانسو    |                  | دبیر کمیسیون مرکزی بازرسی انضباطی                               |                                                       |
| ۷ام   | حوزه انتخابیه کنگره ملی حزب | Guangdong at-large          |                  | دبیر کمیسیون مرکزی بازرسی انضباطی                               |                                                       |
| ۷ام   | عضو از                      | ۲۳ اکتبر ۲۰۲۲               |                  | دبیر کمیسیون مرکزی بازرسی انضباطی                               |                                                       |

## انتخابات
انتخابات در جمهوری خلق چین
انتخابات در جمهوری خلق چین مبتنی بر نظام انتخاباتی سلسله‌مراتبی است. در این نظام کنگره‌های خلق محلی، مستقیماً توسط مردم انتخاب می‌شوند و دیگر سطوح کنگره‌های خلق تا حد کنگرهٔ ملی خلق که مجلس ملی قانونگذاری این کشور است توسط کنگرهٔ خلق سطح پایین‌تر خود انتخاب می‌شوند.

## روابط خارجی
روابط خارجی چین

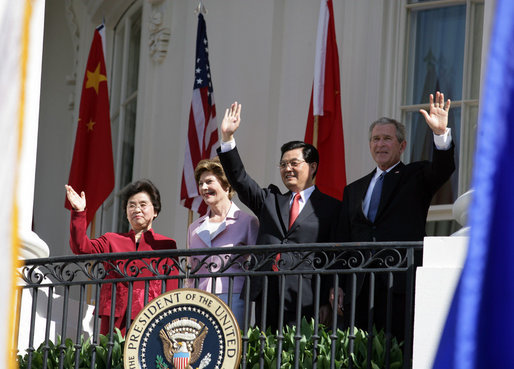
هو جینتائو و رئیس‌جمهور آمریکا جورج دبلیو بوش، با اولین بانوان لیو یونگ کینگ و لورا بوش از کاخ سفید موج می‌زنند. رابطه بین ابرقدرت جهان ایالات متحده و وضعیت ابرقدرت قدرت در حال ظهور PRC از نزدیک توسط ناظران بین‌المللی مشاهده می‌شود.

چین روابط دیپلماتیک را با بیشتر کشورهای جهان حفظ می‌کند. در سال ۱۹۷۱، جمهوری خلق چین جایگزین جمهوری چین، که از دهه ۱۹۷۰ معمولاً با عنوان «تایوان» شناخته می‌شود، به عنوان تنها نماینده چین در سازمان ملل و به عنوان یکی از پنج عضو دائم شورای امنیت سازمان ملل متحد شد. چین در زمان تأسیس سازمان ملل در سال ۱۹۴۵ توسط جمهوری چین نماینده بود.
- فهرست سفارت‌های چین

## اختلافات بین‌المللی
درگیری مرزی چین و شوروی
یک درگیری نظامی هفت‌ماههٔ بدون اعلان جنگ بین اتحاد جماهیر شوروی سوسیالیستی و جمهوری خلق چین در سال ۱۹۶۹ و اوج شکاف چینی-شوروی بود. با این که درگیری نظامی در همان سال پایان یافت اختلافات بین دو کشور تا معاهده مرزی چین و شوروی در سال ۱۹۹۱ حل نشد.
جدی‌ترین درگیری—که این دو کشور کمونیست را تا مرز جنگ پیش برد—در مارس ۱۹۶۹ در نزدیکی جزیره ژنبائو بر روی رود یوسوری رخ داد و به همین علت مورخان چینی معمولاً ازین درگیری با عنوان حادثهٔ جزیرهٔ ژنبائو نام می‌برند.
جنگ هند و چین
در سال ۱۹۶۲ بین دو کشور هند و جمهوری خلق چین روی داد. بهانهٔ آغاز جنگ مناقشه‌های مرزی دربارهٔ منطقهٔ اقصی در هیمالیا بود ولی موارد دیگری در این امر نقش داشتند. پس از اینکه هند در سال ۱۹۵۹ به چهاردهمین دالایی لاما پناهندگی داد درگیری‌های مرزی خشونت‌باری بین دو کشور صورت گرفت. در پاسخ به این درگیری‌ها هند به استراتژی‌ای موسوم به «سیاست رو به جلو» روی آورد که در آن هند روی مرزش با چین تعدادی برج دیده‌بانی ساخت. برخی از این برج‌های دیده‌بانی شمال خط مک‌ماهون (مرز بین هندوستان و چین است که در سال ۱۹۱۴ با توافق چین، تبت و بریتانیا تعیین شده بود) قرار داشتند. خط مک‌ماهون بخش شرقی خط کنترل واقعی بود که نخست‌وزیر جمهوری خلق چین چو ان‌لای در ۱۹۵۹ آن را مرز مؤثر کشورهای هند و چین دانسته بود.
پس از آنکه مذاکرات سیاسی دربارهٔ حل اختلافات در مرز ۳٬۲۲۵ متری دو کشور در هیمالیا به در بسته خورد، چین در ۲۰ اکتبر ۱۹۶۲ و همزمان با بحران موشکی کوبا دست به حملاتی همزمان در لداخ و آنسوی خط مک‌ماهون زد. نیروهای چینی در هر دو جبههٔ جنگ بر نیروهای هندی غالب آمدند و رزانگ لا (en) در جبههٔ غربی و تاوانگ در جبههٔ شرقی را اشغال کردند. جنگ در نهایت در ۲۰ نوامبر ۱۹۶۲ با اعلان آتش‌بس از سوی چین و بیان این امر پایان یافت که چین به «خط کنترل واقعی» اش باز خواهد گشت.
دریای جنوبی چین
جمهوری خلق چین تقریباً بر کل دریا و کشورهای ویتنام، فیلیپین، مالزی، برونئی و تایوان هریک بر بخش‌هایی از آن ادعای مالکیت دارند. همچنین این کشورها بر سر جزایر غنی از نفت و گاز اسپراتلی و پارسل اختلاف دارند. ایالات متحده این دریا را از آب‌های بین‌المللی می‌داند و بر حق قانونی کشتی‌ها و زیردریایی‌هایش دررفت‌وآمد در این دریا تأکید می‌ورزد.

## مشارکت سازمان بین‌المللی
AfDB، APEC، AsDB، BIS , CDB (غیر منطقه ای)، ESCAP، FAO، G-77، IAEA، IBRD، ICAO، ICC، ICRM، IDA، IFAD، IFC، IFRCS، IHO، ILO، IMF، سازمان بین‌المللی دریایی، Inmarsat، Intelsat، Interpol، IOC، ISO، ITU , ITUC، LAIA (ناظر)، MINURSO، NAM (ناظر)، OPCW، PCA، SCO، سازمان ملل، شورای امنیت سازمان ملل، UNAMSIL، UNCTAD، UNESCO، UNHCR، UNIDO , UNIKOM، متحد، UNTSO، UNU، UPU، WCO، WHO، WIPO، WMO، WToO، WTrO، کمیته زنگجر